# Nephodia pieridaria
Nephodia pieridaria là một loài bướm đêm trong họ Geometridae.